# Ormoy-lès-Sexfontaines
Ormoy-lès-Sexfontaines is een gemeente in het Franse departement Haute-Marne (regio Grand Est) en telt 39 inwoners (2009). De plaats maakt deel uit van het arrondissement Chaumont.

## Geografie
De oppervlakte van Ormoy-lès-Sexfontaines bedraagt 5,3 km², de bevolkingsdichtheid is dus 7,4 inwoners per km².
De onderstaande kaart toont de ligging van Ormoy-lès-Sexfontaines met de belangrijkste infrastructuur en aangrenzende gemeenten.

## Demografie
Onderstaande figuur toont het verloop van het inwonertal (bron: INSEE-tellingen).